# پیازه
قله پیازه قله ای واقع در کوه قله برد از کوه‌های رشته کوه زاگرس است. این کوه از ارتفاعات نیمه جنگلی زاگرس است که ۲۹۵۳ متر ارتفاع دارد و در ۲۴ کیلومتری جنوب شرقی مریوان شمال روستای انجمنه و شرق روستای المانه واقع شده است. کوه پیازه از شرق به کوه چله خانه، از شمال شرقی به کوه شاه‌نشین و از شمال غربی به کوه کنولان متصل می‌شود.